# خاسلتربورفینسه‌موند
خاسلتربورفینسه‌موند (به هلندی: Gasselterboerveenschemond) یک منطقهٔ مسکونی در هلند است که در آ ان هونزه واقع شده‌است. خاسلتربورفینسه‌موند ۴۰ نفر جمعیت دارد.